# Dullay-Sprachen
Die Dullay-Sprachen sind eine Gruppe von eng verwandten Sprachen, die von verschiedenen ethnischen Gruppen in der Region der südlichen Nationen, Nationalitäten und Völker im Südwesten Äthiopiens gesprochen werden. Dazu gehören die Einzelsprachen Tsamay (Ts'amakko), Bussa (Dobaze) und Gawwada (mit verschiedenen Dialekten). Sie werden zum Teil auch als Dialektkontinuum betrachtet.
Die Dullay-Sprachen gehören zu den Kuschitischen Sprachen, einem Zweig der Afroasiatischen Sprachfamilie. Oft werden sie zusammen mit den hochland- und den tieflandostkuschitischen Sprachen und dem Yaaku als Ostkuschitische Sprachen klassifiziert. Hierbei sollen sie dem Yaaku am nächsten stehen.
Die Sprecher der Dullay-Sprachen betrachten sich nicht als einheitliche Gruppe und haben keine Bezeichnung, die sie alle umfasst. Dullay ist der Name, den die Dullay-sprechenden Gruppen für den offiziell auf Amharisch Weyt'o genannten Fluss verwenden, an dem sie leben. Weitere von Linguisten für diese Sprachgruppe eingeführte Bezeichnungen sind Werizoid (nach dem früheren administrativen Namen des Gebietes) oder Qawko (nach dem Wort für „Mensch“ in den Dullay-Sprachen).
In Äthiopien werden sämtliche Dullay-sprachigen Gruppen mit Ausnahme der Tsamay als „Gawwada“ bezeichnet und bei Volkszählungen entsprechend registriert. Bei der Volkszählung 2007 wurden 68.600 Gawwada und 20.046 Tsamay gezählt.